# 山本進 (実業家)
山本 進（やまもと すすむ、1929年 - ）は、日本の実業家。株式会社ドルフィン代表取締役社長。

## 略歴
- 1973年　東京湾エスコート株式会社入社
- 1979年　有限会社ドルフィン山本設立
- 1989年　株式会社グッドウィルが創業（現：株式会社ユニットコムに吸収合併）
- 2000年　有限会社ドルフイン山本を株式会社ゲオに営業譲渡
- 2000年　株式会社ゲオ顧問
- 2005年　株式会社ANJIN 代表取締役就任
- 2009年　株式会社 城蔵屋 顧問就任
- 2016年　縁の会（株）代表就任
- 2017年　エルソウル株式会社[1] 顧問就任

## 戦時中の活動

### 第二次世界大戦
第二次世界大戦時は松山海軍航空隊海軍飛行予科練習生として入隊、戦後、米国海軍省極東軍事輸送司令部航海科士官として従事。

### 朝鮮戦争
朝鮮戦争にて2年間にわたり兵員、弾薬、戦車、食料、ビークルズ、ジェネラルカーゴ等の海上輸送に従事。

### ベトナム戦争
ベトナム戦争では12年間、商船の船長として兵員、弾薬、戦車、食料、ビークルズ、ジェネラルカーゴ等の海上輸送に従事。ベトナム戦争終了後は、東京湾エスコート株式会社で巨大船のエスコートを行う。1953年（昭和28年）5月プレシデントウイルソン号で天皇（皇太子当時）が訪米した時にはハワイ経由サンフランシスコの導線でエスコート、航行した。

## ビジネスにおける活動

### 有限会社ドルフィン山本
当時電気街であった愛知県名古屋市大須にインポートディスカウントショップとして店舗を開店。当時のディスカウントショップ「ウォッチマン」や第一アメ横など中部地区を中心としたディスカウントショップに影響を与えた。後にゲーム中心に取り扱うようになり、任天堂ファミリーコンピュータが発表された当時、いち早く問屋業務に参入し、まだ小さかったソフマップやメッセサンオーへのゲームソフト供給も行っていた。現在では一般的になったPCゲームの事前予約特典テレカの導入も、全国に先駆けて早くから企画導入するなど、いろいろな形で現在のゲーム関係に大きな影響を与えた。
2000年には有限会社ドルフイン山本を株式会社ゲオに営業譲渡し、株式会社ゲオの顧問に就任。